# Muyelensaurus pecheni
Il muyelensauro (Muyelensaurus pecheni) è un dinosauro erbivoro appartenente ai sauropodi. Visse nel Cretaceo superiore (Turoniano/Coniaciano, circa 90 milioni di anni fa) e i suoi resti fossili sono stati ritrovati in Sudamerica (Argentina). 

## Descrizione
Questo dinosauro è conosciuto per i fossili appartenenti a cinque individui (quattro adulti e un giovane), scoperti nella formazione Portezuelo (provincia di Neuquen) e rinvenuti disarticolati. Tra le varie ossa sono state trovate una scatola cranica, gran parte della colonna vertebrale e numerose ossa delle zampe. I resti hanno permesso di ricostruire un sauropode di medie dimensioni, lungo circa 15 metri, dalla corporatura relativamente snella. Come tutti i sauropodi, Muyelensaurus possedeva collo e coda lunghi e arti colonnari. 

## Classificazione
Descritto per la prima volta nel 2007, Muyelensaurus è stato attribuito ai titanosauri, un grande gruppo di sauropodi diffusi principalmente nel Cretaceo dei continenti meridionali. Le vertebre caudali opistocele (ovvero cave posteriormente) erano dotate di caratteristici processi ossei che sostenevano le superfici delle postzigapofisi, e assomigliano a quelle di un altro titanosauro sudamericano, Rinconsaurus caudamirus. Secondo gli studiosi che hanno descritto Muyelensaurus, questi due animali erano strettamente imparentati fra loro e costituivano un gruppo a sé stante (Rinconsauria) all'interno dei titanosauri. 

## Significato del nome
Il nome generico Muyelensaurus deriva dalla parola degli indigeni Mapuche Muyelen, uno dei nomi del fiume Colorado presso il quale sono stati ritrovati i fossili. L'epiteto specifico è in onore della dottoressa Ana María Pechen, direttore dell'università nazionale di Comahue (2002-2006) che aiutò lo studio dei fossili di dinosauri nella provincia di Neuquen in Patagonia.